# Atari STacy
O Atari STacy foi uma versão portátil do Atari ST lançado em 1989. Sua produção acabou em 1991 devido a uma falta de sucesso comercial. É estimado que 35,000 unidades foram produzidas.
Devido a entrada MIDI, o STacy foi usado por músicos como um sequenciador ou controlador de músicas.
15 minutos de uso do STacy era tudo que as baterias poderiam proporcionar, além disso, o peso de 7kg combinado com a fonte de bateria externa fazia com que o computador fosse inconveniente de carregar.

## História
O Atari STacy foi um projeto global, com o projeto sendo feito em Sunnyvale, Cambridge, com a disposição da placa sendo feita pela Atari no Japão.
O STacy foi fabricado de 1989 a 1991, sendo descontinuado quando o ST BOOK foi planejado para ser a alternativa mais leve e eficiente.

## Galeria

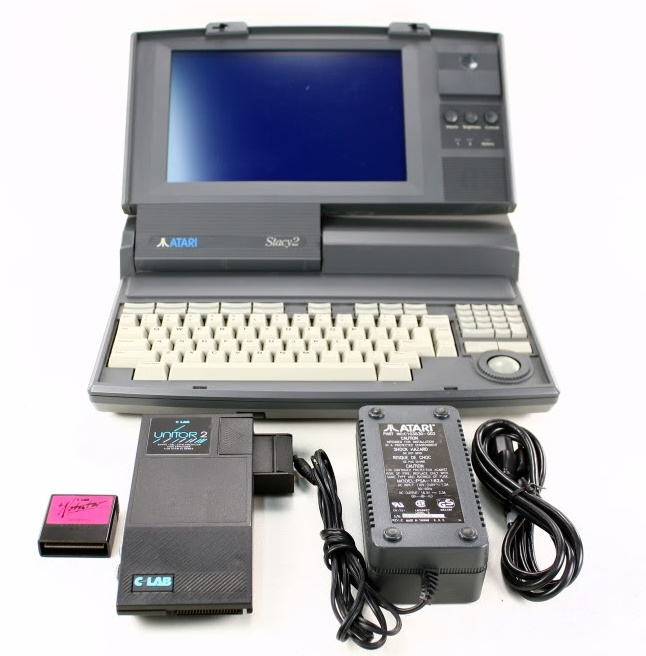
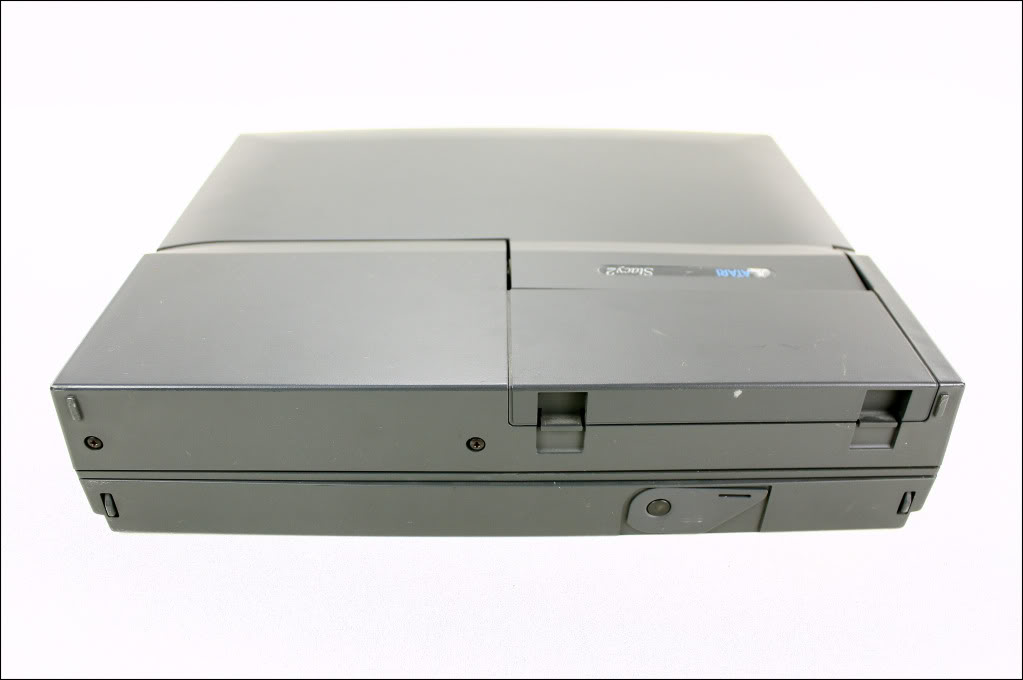
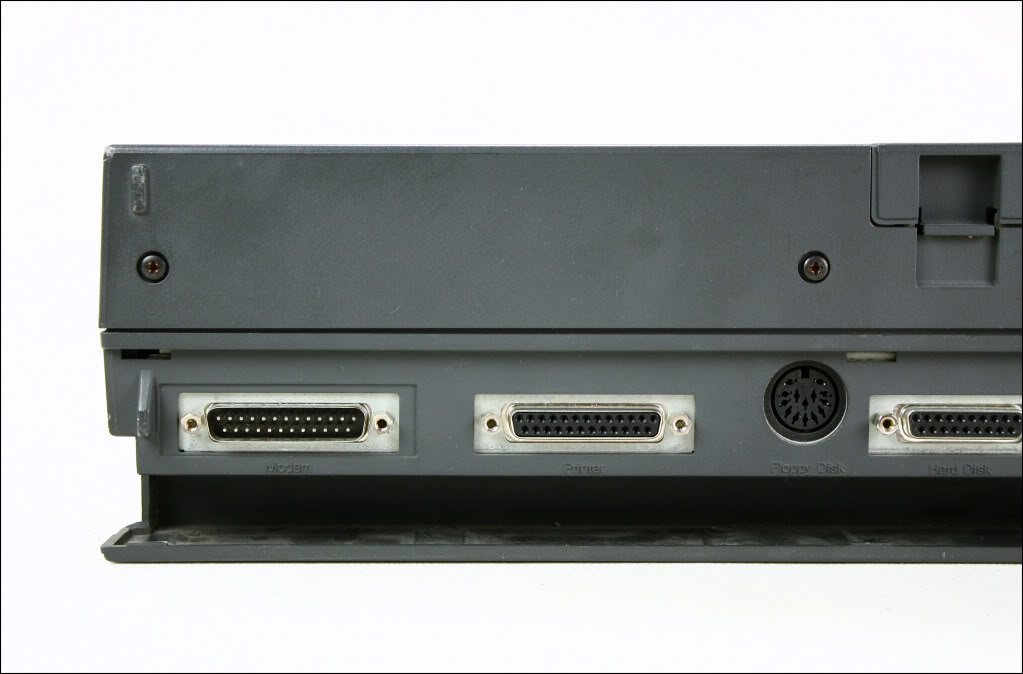
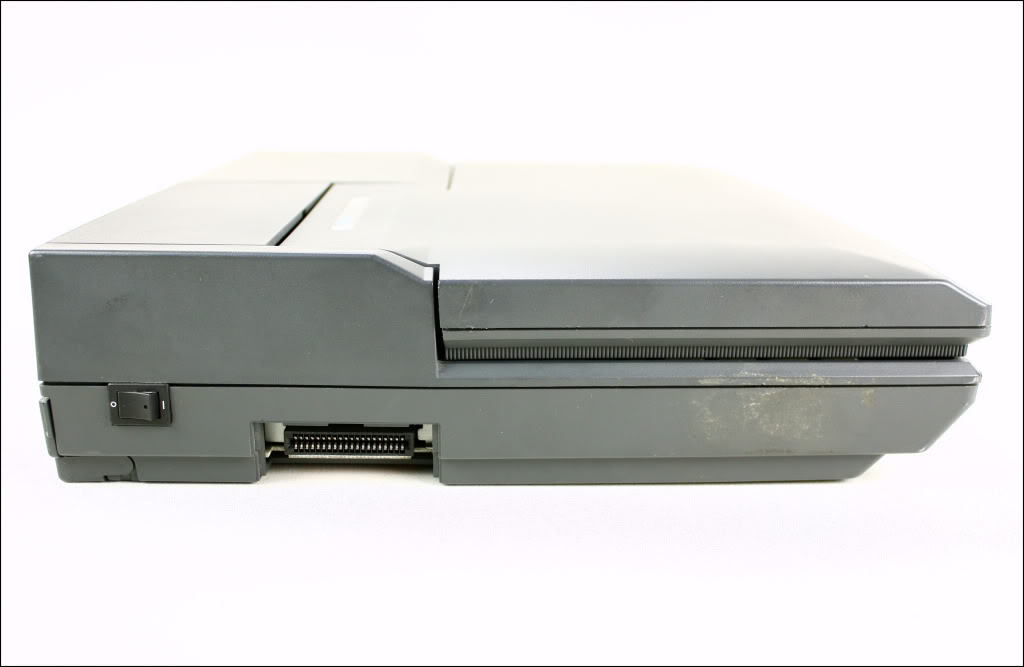